# Giovanni Myra
Giovanni Myra (* in Barcelona; † 3. Dezember 1600 in Matera) war ein italienischer römisch-katholischer Geistlicher.
Er wurde am 13. September 1591 zum Bischof von Castellammare di Stabia ernannt. Am 11. März 1596 wurde er zum Erzbischof von Acerenza und Matera ernannt und blieb es bis zu seinem Tod.